# John Sandford
John Sandford is het pseudoniem van de Amerikaanse auteur John Camp (23 februari 1944). Hij werkte voor de krant Miami Herald van 1971 tot 1978 en verhuisde aansluitend naar Minneapolis waar hij werkte voor Saint Paul Pioneer Press. Hij was een finalist voor de Pulitzer-prijs voor een verhaal over de cultuur van de oorspronkelijke bewoners van Noord-Amerika, de indianen. Hij won de Pulitzer-prijs in 1986 met een artikelenreeks over het leven van een moderne boerenfamilie.
In 1989 schreef hij zijn eerste fictieromans, de politiethriller Spel op leven en dood (Rules of prey) en Het duivelscontract (The fool's run). De laatste werd onder zijn eigen naam (John Camp) gepubliceerd, de eerste onder het pseudoniem John Sandford . Nadat gebleken was dat romans die onder pseudoniem waren gepubliceerd succesvoller waren, werden alle volgende romans onder het pseudoniem John Sandford gepubliceerd.

### Kidd-reeks
1. Het duivelscontract (The fool’s run), 1989
2. (The Empress File), 1991 (niet vertaald)
3. De duivelscode (The devil’s code), 2000
4. Duivels spel (The hanged man’s song), 2003

### Lucas Davenport-reeks
1. Spel op leven en dood (Rules of prey), 1989
2. Moordritueel (Shadow prey), 1990
3. De ooggetuige (Eyes of prey), 1991
4. Blinde haat (Silent prey), 1992
5. Op glad ijs (Winter prey), 1993
6. De insluiper (Night prey), 1994
7. Zieke geest (Mind prey), 1995, in 1999 verfilmd
8. Oog om oog (Sudden prey), 1996
9. Dood spoor (Secret prey), 1998
10. Verbeten strijd (Certain prey), 1999, in 2011 verfilmd
11. Wurggreep (Easy prey), 2000
12. Vals spel (Chosen prey), 2001
13. Prooi (Mortal prey), 2002
14. Doodstrijd (Naked prey), 2003
15. Onder schot (Hidden prey), 2004
16. Moordprofiel (Broken prey), 2005
17. Verborgen boodschap (Invisible prey), 2007
18. Kwade bedoelingen (Phantom prey), 2008
19. Slecht geweten (Wicked prey), 2009
20. Vuile handen (Storm prey), 2010
21. Kille woede (Buried prey), 2011
22. Geschreven in bloed (Stolen prey), 2012
23. Het schandaal (Silken prey), 2013
24. Galgenveld (Field of prey), 2014
25. Het kwaad (Gathering prey), 2015
26. Extreme Prey, 2016 (niet vertaald)
27. Golden Prey, 2017 (niet vertaald)
28. Twisted Prey, 2018 (niet vertaald)
29. Neon Prey, 2019 (niet vertaald)
30. Masked Prey, 2020 (niet vertaald)
31. ocean prey Lucas+Virgil (niet vertaald)2021
32. Righteous pray Lucas+Virgil(niet vertaald)2022
33. judgment prey Lucas+Virgil ( niet vertaald) 2023
34. toxic prey  lucas+letty (niet vertaald) 04/2024
35. lethal prey lucas+virgil (niet vertaald) 03/2025

### Virgil Flowers-reeks
1. Het duister van de maan (Dark of the moon), 2007
2. In het heetst van de nacht (Heat lightning), 2008
3. Troebel water (Rough country), 2009
4. Bad blood, 2010 (niet vertaald)
5. Shock wave, 2011 (niet vertaald)
6. Mad river, 2011 (niet vertaald)
7. Storm Front, 2013 (niet vertaald)
8. Deadline, 2014 (niet vertaald)
9. Escape Clause, 2016 (niet vertaald)
10. Deep freeze 2017 (niet vertaald)
11. Holy ghost 2018 (niet vertaald)
12. Bloody genius 2019 (niet vertaald)

### Overig
Letty Davenport series
1.The investigator (10/2022)
2. Dark angel (10/2023)
3.
4.
1. Noodsprong (The night crew), 1997
2. Dodenwake (Dead Watch), 2006
3. Murder in the Rough, 2006 (short stories anthology) (niet vertaald)

### John Sandford & Michele Cook
1. Uncaged, 2014 (The Singular Menace book 1) (niet vertaald)
2. Outrage, 2015 (The Singular Menace book 2) (niet vertaald)